# Notiobia purpurascens
Notiobia purpurascens är en skalbaggsart som först beskrevs av Bates 1882.  Notiobia purpurascens ingår i släktet Notiobia och familjen jordlöpare. Inga underarter finns listade i Catalogue of Life.